# Wayne Shelton
Wayne Shelton er en fransk-belgisk spændings-tegneserie og seriens hovedperson.
Serien er skrevet af Jean Van Hamme og Thierry Cailleteau. Den er tegnet af Christian Denayer.
Forlaget Zoom udgiver serien på dansk.

## Oversigt
| Wayne Shelton – oversigt | Wayne Shelton – oversigt | Wayne Shelton – oversigt | Wayne Shelton – oversigt | Wayne Shelton – oversigt |
| ------------------------ | ------------------------ | ------------------------ | ------------------------ | ------------------------ |
| Nr.                      | Fransk originaludgave    | Fransk originaludgave    | Dansk udgave             | Dansk udgave             |
| Nr.                      | År                       | Titel                    | Titel                    | ISBN                     |
| 1                        | 2001                     | La mission               | Missionen                | 978-87-7021-118-5        |
| 2                        | 2002                     | La trahison              | Forræderiet              | 978-87-7021-119-2        |
| 3                        | 2003                     | Le contrat               | Kontrakten               | 978-87-7021-137-6        |
| 4                        | 2004                     | Le survivant             | Den overlevende          | 978-87-7021-154-3        |
| 5                        | 2006                     | La vengeance             | Hævnen                   | 978-87-7021-200-7        |
| 6                        | 2007                     | L'otage                  | Gidslet                  | 978-87-7021-233-5        |
| 7                        | 2008                     | La lance de Longinus     | Den hellige lanse        | 978-87-7021-249-6        |
| 8                        | 2009                     | La nuit des aigles       | Ørnenes nat              | 978-87-7021-250-2        |
| 9                        | 2010                     | Son altesse Honesty      | Deres højhed Honesty     | 978-87-7021-273-1        |
| 10                       | 2011                     | La rançon                | Kviksand                 | 978-87-7021-297-7        |
| 11                       | 2013                     | Cent millions de pesos   | Hundrede millioner pesos | 978-87-7021-311-0        |
| 12                       | 2014                     | No Return                | Ingen vej tilbage        | 978-87-7021-319-6        |
| 13                       | 2017                     | Vendetta                 | Vendetta                 | 978-87-7021-371-4        |
| 14                       | 2024                     | L'or de Saïgon           | (Planlagt)               |                          |